# Баркинг (станция)
Баркинг — железнодорожный терминал в районе Баркинг округа Баркинг-энд-Дагенхэм в восточном Лондоне. На станции останавливаются поезда метро (линии Хаммерсмит-энд-Сити и Дистрикт), линии маршрутов надземного метро, а также пригородных электропоездов маршрутов с2с. Станция относится к четвёртой тарифной зоне Лондона.

## История станции
Станция была открыта в 1854 году в составе железной дороги Лондон — Тилбери — Саутэнд-он-Си. В 1894 году была построена внутригородская железнодорожная ветка Госпел Оук — Баркинг. Поезда линии Дистрикт начали обслуживать станцию с 1902 года; в 1905 году линия Дистрикт была электрифицирована, а участок Апминстер — Ист-Хэм — нет, и потому перестал обслуживаться поездами линии «Дистрикт». Станция Ист-Хэм на тот момент была конечной для поездов данной линии и пассажирам, следующим из центра, приходилось пересаживаться на поезда на паровой тяге. Подобная практика сохранялась вплоть до 1908 года, когда участок Ист-Хэм — Баркинг был, наконец, электрифицирован.
В 1936 году, после присоединения к линии участка Уайтчепел — Баркинг, линия Метрополитэн была продлена до станции Баркинг.

## Трафик
На станции оборачиваются поезда метро двух линий Дистрикт и Хаммерсмит-энд-Сити, для которой «Баркинг» является конечной станцией. Поезда линии Дистрикт следуют до Апминстера. Помимо этого, на станции останавливаются составы линии надземного метро, а также электропоезда пригородных маршрутов с2с.
Вне часов пик поезда со станции Баркинг следуют:
- 8 п/ч (пар поездов/час) в направлении станции «Фэрнчёрч-стрит» (c2c)
- 6 п/ч в направлении станции «Ричмонд» через станцию «Тауэр-хилл» (линия Дистрикт)
- 6 п/ч в направлении станции «Уимблдон» через станцию «Тауэр-хилл» (линия Дистрикт)
- 6 п/ч в направлении станции «Хаммерсмит» через станцию «Кингс-Кросс Сент-Панкрас» (линия Хаммерсмит-энд-Сити)
- 2 п/ч в направлении станции «Госпел Оук» (Лондонское надземное метро)
- 12 п/ч в направлении станции «Апминстер[англ.]» (линия Дистрикт)
- 4 п/ч в направлении станции «Шубуринесс» через станцию «Апминстер» (линия c2c)
- 2 п/ч в направлении станции «Саутэнд Сентрал» через станции «Апминстер[англ.]» и «Грейс» (линия c2c)
- 2 п/ч в направлении станции «Грейс» через станцию «Рейнхэм» (линия c2c)

## Билетно-кассовый павильон
Билетно-кассовый павильон управляется пригородной железнодорожной компанией, обслуживающей линию с2с. Поэтому в 7 кассах павильона можно приобрести билеты как на метро, так и на пригородные электропоезда.

## Переход между платформами
Платформы и билетно-кассовый павильон соединены пешеходным мостом. Кроме того, под платформами существует подземный переход.

## Иллюстрации

Станция «Баркинг»
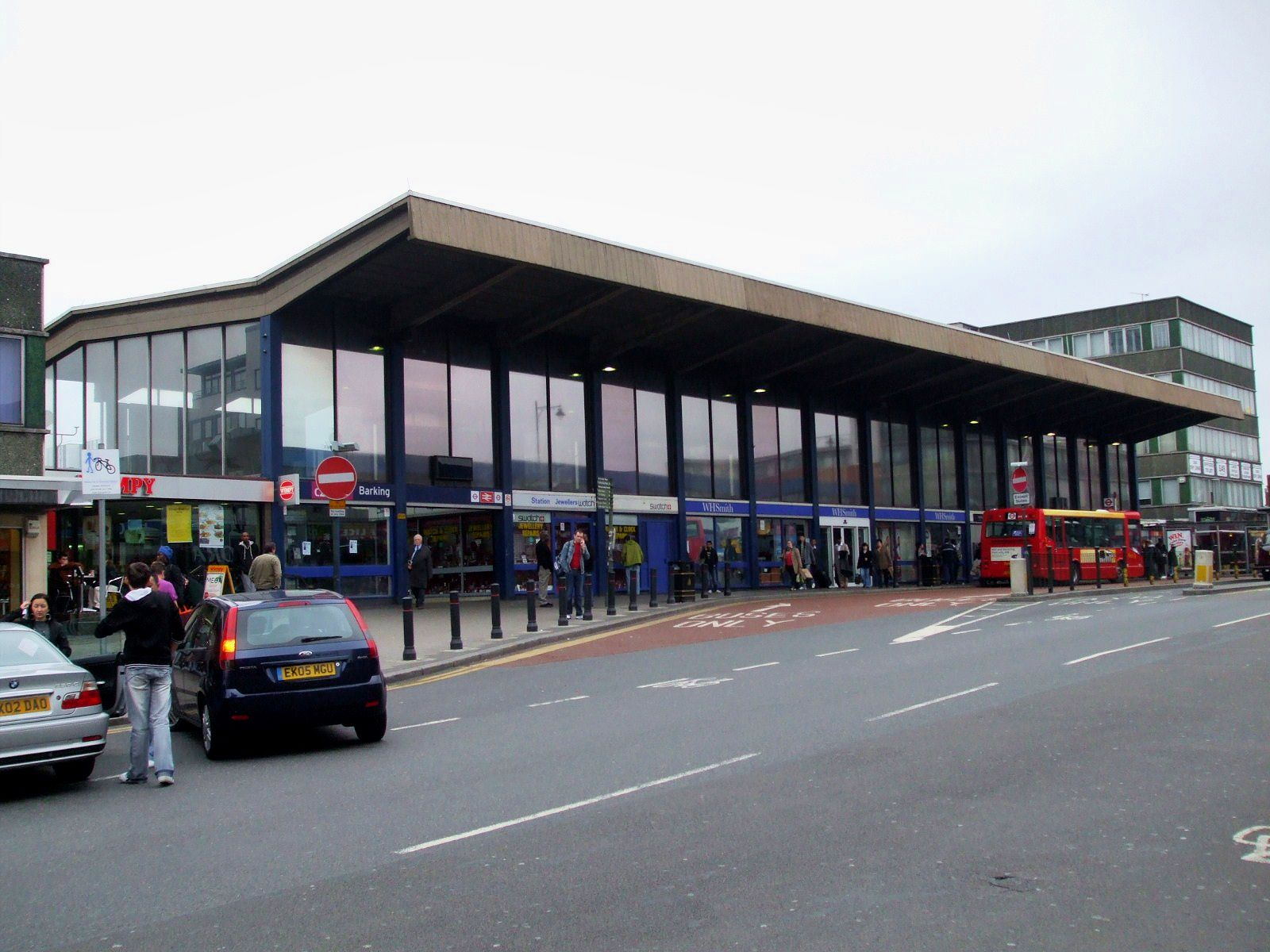
Вестибюль
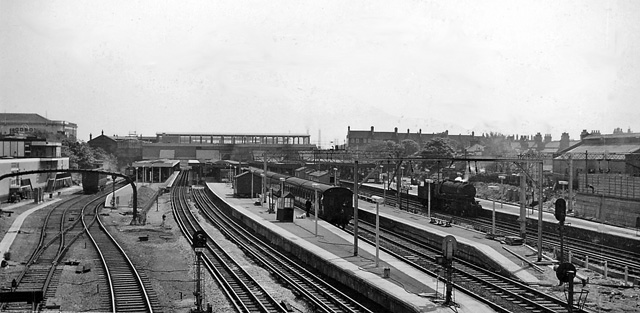
Платформы
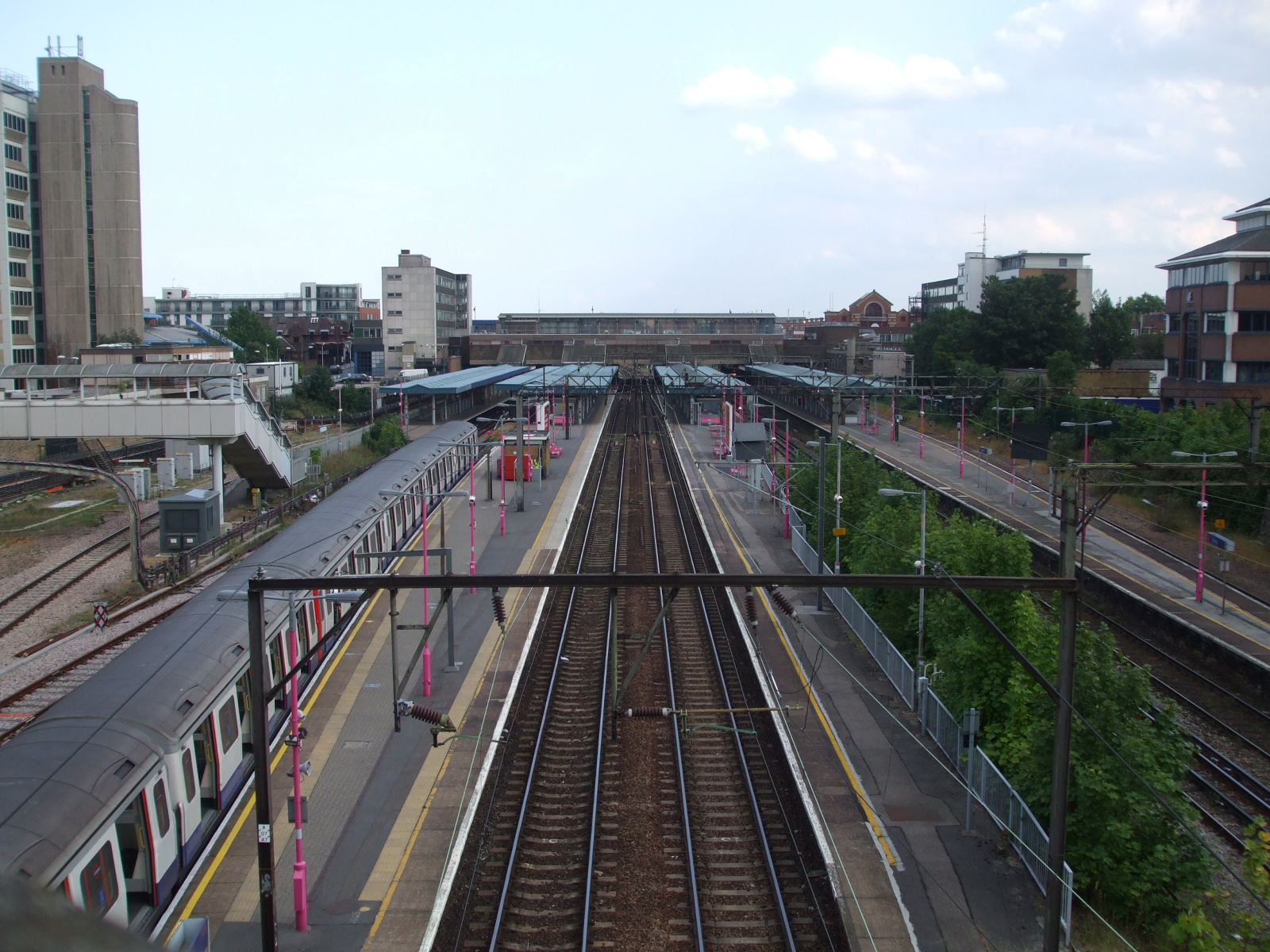
Платформы
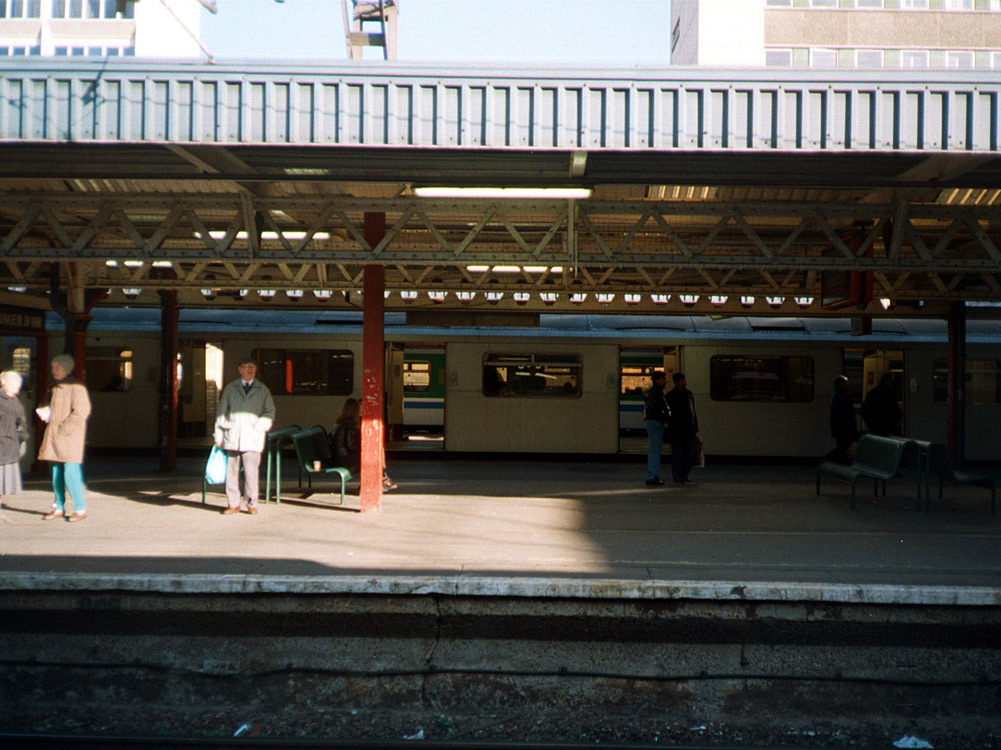
Островная платформа
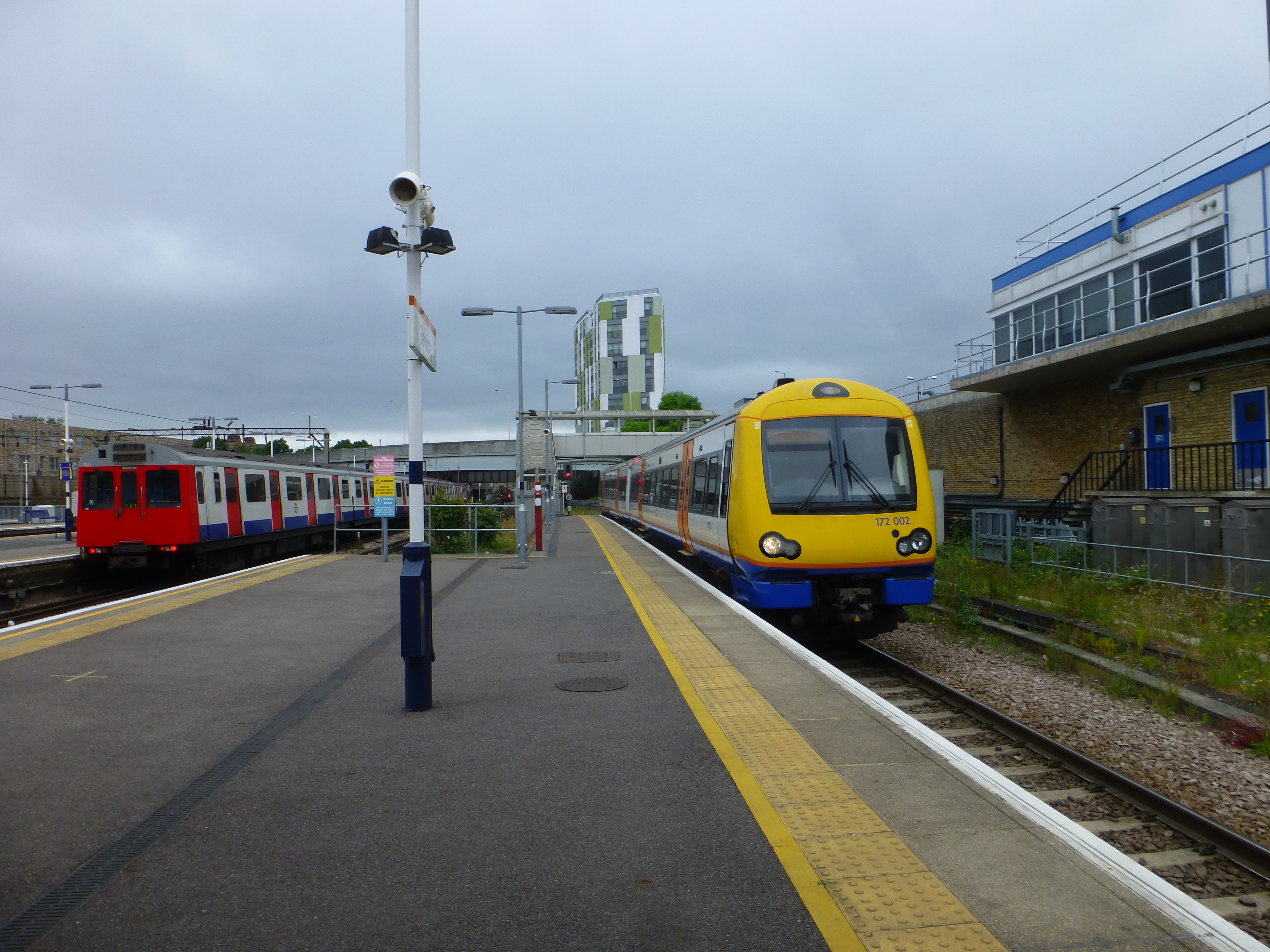
Островная платформа «Дистрикт»
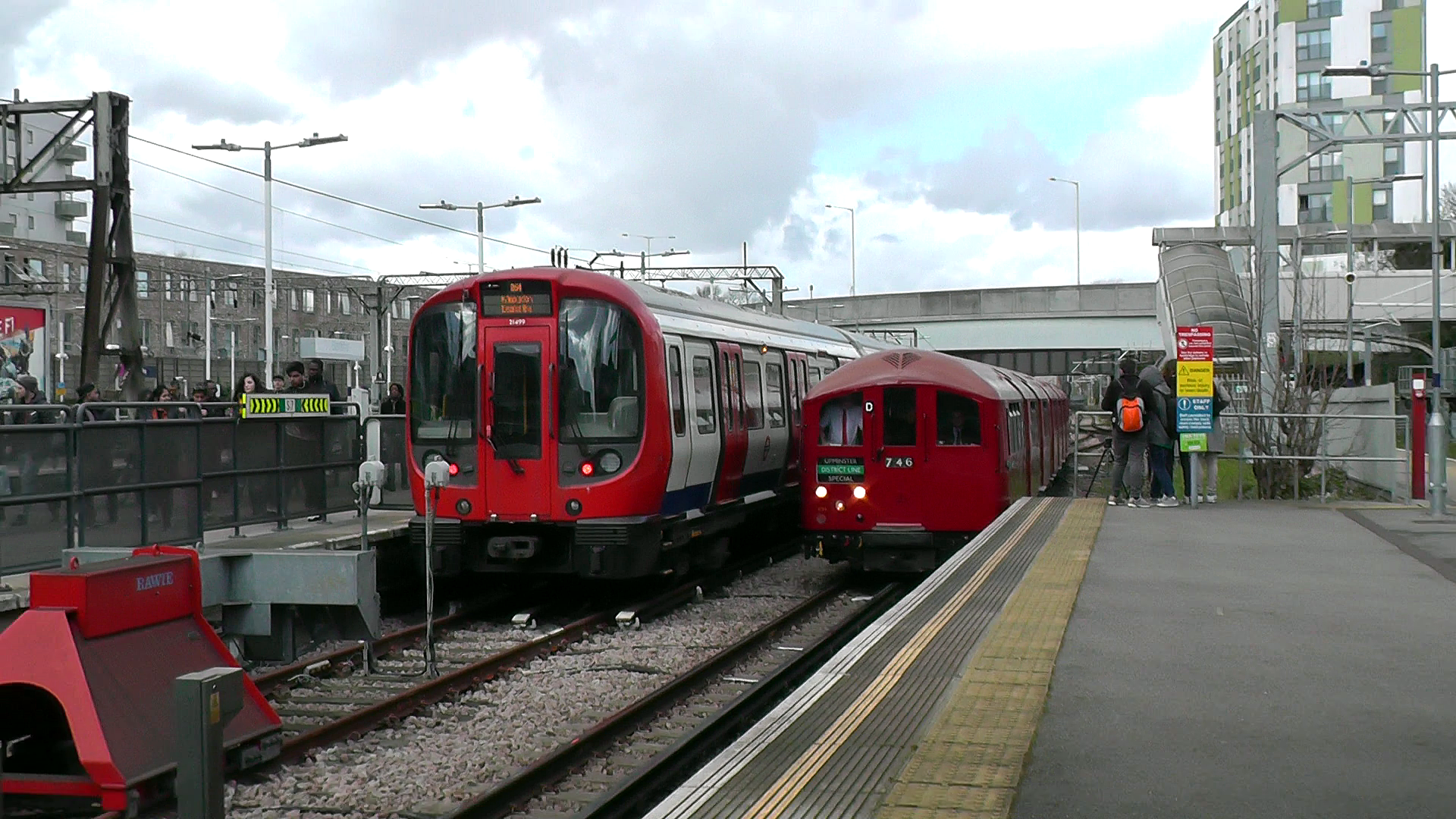
Поезда S- и 1938 серии на станции